# Gamla och Nya Hemlandet
Gamla och Nya Hemlandet var en svenskspråkig veckotidning (svensk-amerikansk tidning) som utgavs i Illinois, USA.
Redaktionen var ursprungligen belägen i Galesburg i västra Illinois och första numret utkom 3 januari 1855. Grundare var Tufve Nilsson Hasselquist (född 1816, död 1891), pastor av Augustanasynoden. Han överlät 1858 tidningen till ett bolag och på nyåret 1859 flyttade redaktionen till Chicago. Tidningen var ett organ för svenska lutheraner. Hasselquist uttalade sig mot slaveriet, som förbjöds först i slutet av 1865. Tidningen stödde nordstaterna under amerikanska inbördeskriget. Sympatierna låg hos republikanska partiet. Redaktör 1869-1889 och 1896-1910 var Johan Alfred Enander (född 1842, död 1910). Tidningen omfattade från början 4 sidor i fyra spalter och ändrade senare till 16 sidor i sju spalter och spreds i 20 000 exemplar (1909). Prenumeration kostade $1,50 per år.
De första femton åren var titeln Hemlandet : det gamla och det nya, som 1870 modifierades till Gamla och Nya Hemlandet. Ofta hänvisas till tidningen enbart som Hemlandet. Hasselquist utgav också en månadstidning för Augustanasynoden, Det rätta hemlandet 1856-1862 och 1869-1873.
Tidningen slogs hösten 1914 samman med Svenska Amerikanaren, som under ett drygt år därefter bar titeln Svenska Amerikanaren Hemlandet.
Redan 1851 utkom den första svensk-amerikanska tidningen, Skandinaven, men utgivningen upphörde ett år senare. Hemlandet är den äldsta svensk-amerikanska tidning som blev långvarig.